# Avni Pepa
Avni Pepa (Kristiansand, 14 novembre 1988) è un ex calciatore norvegese naturalizzato kosovaro, di ruolo difensore.

## Biografia
Nato e cresciuto in Norvegia ma è di origini kosovare-albanesi.

## Carriera

### Club

#### Start e i vari prestiti
Pepa è cresciuto calcisticamente nello Start. Nel 2007, è stato ceduto in prestito al Mandalskameratene, squadra militante nella 1. divisjon. Ha debuttato da titolare in data 17 giugno 2007, quando ha disputato l'incontro con lo Sparta Sarpsborg. Il 24 giugno ha realizzato la prima e unica rete con questa maglia, nella sconfitta per 3-1 in casa del Notodden. A fine anno è tornato allo Start, per poi passare due stagioni nella 2. divisjon (la prima nel Vindbjart, la seconda nel Fram Larvik).
Concluso questo biennio, è rientrato allo Start, per cui ha esordito nell'Eliteserien: il 14 marzo 2010 è entrato in campo in sostituzione di Hunter Freeman nel successo casalingo per 2-1 sul Sandefjord. Il 7 luglio ha siglato la prima rete per la sua squadra: fu autore del gol che permise allo Start di superare per 0-1 il Fredrikstad, in una partita valida per l'edizione stagionale della Coppa di Norvegia. Il 24 ottobre è arrivata anche la prima marcatura nella massima divisione: ha segnato infatti un gol ai danni dello Stabæk, su assist di Petter Bruer Hanssen. Al termine del campionato, lo Start è retrocesso.

#### Sandnes Ulf
Il 16 dicembre 2011 è stato reso noto il suo passaggio al Sandnes Ulf, a partire dal 1º gennaio successivo. Il primo incontro con questa casacca è stato datato 28 aprile 2012, giocando nella vittoria per 3-4 sul campo del Fredrikstad. L'11 novembre successivo, ha siglato una rete nel successo per 2-1 sullo Strømsgodset. Il Sandnes Ulf ha centrato la salvezza mediante gli incontri di qualificazione all'Eliteserien. Il 28 novembre 2014 ha annunciato che avrebbe lasciato il club al termine della stagione, in scadenza di contratto.

#### Flamurtari Valona
Il 7 gennaio 2015, gli albanesi del Flamurtari Valona hanno annunciato l'ingaggio di Pepa. Il 30 gennaio, è rimasto in panchina nella sfida di campionato persa per 1-0 contro il KF Tirana. Ha rescisso il contratto con il club – che versava in crisi economica – pochi giorni più tardi, ritrovandosi nuovamente svincolato.

#### ÍBV Vestmannæyja
Il 19 febbraio 2015 ha allora ufficialmente firmato un contratto biennale con l'ÍBV Vestmannæyja, formazione islandese militante nell'Úrvalsdeild. Ha esordito in squadra il 3 maggio successivo, schierato titolare nella sconfitta per 1-0 subita sul campo del Fjölnir. Rimasto in squadra per circa due stagioni e mezzo, ha totalizzato 47 presenze nella massima divisione locale.

#### Arendal
Il 13 luglio 2017, l'Arendal – squadra della 1. divisjon – ha ufficializzato l'ingaggio di Pepa, che ha fatto così ritorno in Norvegia. Ha esordito in squadra il 23 luglio, schierato titolare nel pareggio per 1-1 maturato sul campo del Tromsdalen. Ha disputato 13 partite nel corso di questa porzione di stagione in squadra, al termine della quale l'Arendal è retrocesso in 2. divisjon.

### Nazionale
A febbraio 2014 è stato convocato dal Kosovo per la partita amichevole contro Haiti. Nel gennaio dello stesso anno, la FIFA aveva concesso al Kosovo il permesso di giocare partite amichevoli contro altre Nazionali affiliate, purché esse non provenissero dalla zona dell'ex Jugoslavia. Il carattere amichevole degli incontri non precludeva quindi la possibilità di giocare per un'altra Nazionale per ogni calciatore coinvolto. La gara del 5 marzo 2014 è terminata 0-0.
Il 29 maggio 2016, il commissario tecnico del Kosovo Albert Bunjaku ha diramato le convocazioni per la prima partita riconosciuta da UEFA e FIFA della selezione balcanica, un'amichevole contro le Fær Øer: Pepa è stato incluso all'interno di questo elenco. Il 3 giugno successivo, il giocatore ha effettuato il proprio esordio, schierato titolare nella vittoria per 2-0 della Nazionale kosovara.

## Statistiche

### Presenze e reti nei club
Statistiche aggiornate al 10 agosto 2022.
| Stagione                | Club                    | Campionato              | Campionato | Campionato | Coppe nazionali | Coppe nazionali | Coppe nazionali | Coppe continentali | Coppe continentali | Coppe continentali | Supercoppe | Supercoppe | Supercoppe | Totale | Totale |
| Stagione                | Club                    | Comp                    | Pres       | Reti       | Comp            | Pres            | Reti            | Comp               | Pres               | Reti               | Comp       | Pres       | Reti       | Pres   | Reti   |
| ----------------------- | ----------------------- | ----------------------- | ---------- | ---------- | --------------- | --------------- | --------------- | ------------------ | ------------------ | ------------------ | ---------- | ---------- | ---------- | ------ | ------ |
| gen.-giu. 2007          | Start                   | ES                      | 0          | 0          | CN              | 0               | 0               | -                  | -                  | -                  | -          | -          | -          | 0      | 0      |
| giu.-dic. 2007          | Mandalskameratene       | 1D                      | 10         | 1          | CN              | -               | -               | -                  | -                  | -                  | -          | -          | -          | 10     | 1      |
| 2008                    | Vindbjart               | 2D                      | 18         | 1          | CN              | ?               | ?               | -                  | -                  | -                  | -          | -          | -          | 18+    | 1+     |
| 2009                    | Fram Larvik             | 2D                      | 17         | 2          | CN              | ?               | ?               | -                  | -                  | -                  | -          | -          | -          | 17+    | 2+     |
| 2010                    | Start                   | ES                      | 19         | 1          | CN              | 4               | 1               | -                  | -                  | -                  | -          | -          | -          | 23     | 2      |
| 2011                    | Start                   | ES                      | 24         | 0          | CN              | 3               | 0               | -                  | -                  | -                  | -          | -          | -          | 27     | 0      |
| Totale Start            | Totale Start            | Totale Start            | 43         | 1          |                 | 7               | 1               |                    |                    |                    |            |            |            | 50     | 2      |
| 2012                    | Sandnes Ulf             | ES                      | 17+2       | 1+0        | CN              | 0               | 0               | -                  | -                  | -                  | -          | -          | -          | 19     | 1      |
| 2013                    | Sandnes Ulf             | ES                      | 24         | 0          | CN              | 0               | 0               | -                  | -                  | -                  | -          | -          | -          | 24     | 0      |
| 2014                    | Sandnes Ulf             | ES                      | 11         | 0          | CN              | 1               | 0               | -                  | -                  | -                  | -          | -          | -          | 12     | 0      |
| Totale Sandnes Ulf      | Totale Sandnes Ulf      | Totale Sandnes Ulf      | 52+2       | 1+0        |                 | 1               | 0               |                    | -                  | -                  |            | -          | -          | 55     | 1      |
| gen. 2015               | Flamurtari Valona       | KS                      | 0          | 0          | CA              | 0               | 0               | -                  | -                  | -                  | -          | -          | -          | 0      | 0      |
| 2015                    | ÍBV Vestmannæyja        | UD                      | 19         | 0          | CI              | 3               | 0               | -                  | -                  | -                  | -          | -          | -          | 22     | 0      |
| 2016                    | ÍBV Vestmannæyja        | UD                      | 18         | 0          | CI              | 4               | 0               | -                  | -                  | -                  | -          | -          | -          | 22     | 0      |
| gen.-lug. 2017          | ÍBV Vestmannæyja        | UD                      | 10         | 0          | CI              | 1               | 0               | -                  | -                  | -                  | -          | -          | -          | 11     | 0      |
| Totale ÍBV Vestmannæyja | Totale ÍBV Vestmannæyja | Totale ÍBV Vestmannæyja | 47         | 0          |                 | 8               | 0               |                    | -                  | -                  |            | -          | -          | 55     | 0      |
| lug.-dic. 2017          | Arendal                 | 1D                      | 14         | 0          | CN              | -               | -               | -                  | -                  | -                  | -          | -          | -          | 14     | 0      |
| 2018                    | Arendal                 | 1D                      | 20         | 0          | CN              | 0               | 0               | -                  | -                  | -                  | -          | -          | -          | 20     | 0      |
| 2019                    | Arendal                 | 1D                      | 12         | 1          | CN              | 0               | 0               | -                  | -                  | -                  | -          | -          | -          | 12     | 1      |
| Totale Arendal          | Totale Arendal          | Totale Arendal          | 46         | 1          |                 | 0               | 0               |                    | -                  | -                  |            | -          | -          | 46     | 1      |
| Totale carriera         | Totale carriera         | Totale carriera         | 207        | 7          |                 | 11+             | 1+              |                    |                    |                    |            |            |            | 217+   | 8+     |

### Cronologia presenze e reti in Nazionale
| Cronologia completa delle presenze e delle reti in nazionale ― Kosovo | Cronologia completa delle presenze e delle reti in nazionale ― Kosovo | Cronologia completa delle presenze e delle reti in nazionale ― Kosovo | Cronologia completa delle presenze e delle reti in nazionale ― Kosovo | Cronologia completa delle presenze e delle reti in nazionale ― Kosovo | Cronologia completa delle presenze e delle reti in nazionale ― Kosovo | Cronologia completa delle presenze e delle reti in nazionale ― Kosovo | Cronologia completa delle presenze e delle reti in nazionale ― Kosovo |
| Data                                                                  | Città                                                                 | In casa                                                               | Risultato                                                             | Ospiti                                                                | Competizione                                                          | Reti                                                                  | Note                                                                  |
| --------------------------------------------------------------------- | --------------------------------------------------------------------- | --------------------------------------------------------------------- | --------------------------------------------------------------------- | --------------------------------------------------------------------- | --------------------------------------------------------------------- | --------------------------------------------------------------------- | --------------------------------------------------------------------- |
| 3-6-2016                                                              | Francoforte                                                           | Fær Øer                                                               | 0 – 2                                                                 | Kosovo                                                                | Amichevole                                                            | -                                                                     | 58’                                                                   |
| 6-10-2016                                                             | Scutari                                                               | Kosovo                                                                | 0 – 6                                                                 | Croazia                                                               | Qual. Mondiali 2018                                                   | -                                                                     |                                                                       |
| Totale                                                                |                                                                       | Presenze                                                              | 2                                                                     |                                                                       | Reti                                                                  | 0                                                                     |                                                                       |

## Palmarès

### Club

#### Competizioni giovanili
- Norgesmesterskapet G19: 1

Start: 2007